# Joel Isasi
Joel Isasi (Cuba, 31 de julio de 1967) es un atleta cubano retirado, especializado en la prueba de 4 x 100 m en la que llegó a ser medallista de bronce olímpico en 1992.

## Carrera deportiva
En los JJ. OO. de Barcelona 1992 ganó la medalla de bronce en los relevos 4 x 100 metros, con un tiempo de 38.00 segundos, llegando a la meta tras Estados Unidos (oro) y Nigeria (plata), siendo sus compañeros de equipo: Andrés Simón, Joel Lamela y Jorge Luis Aguilera.